# トレッドル

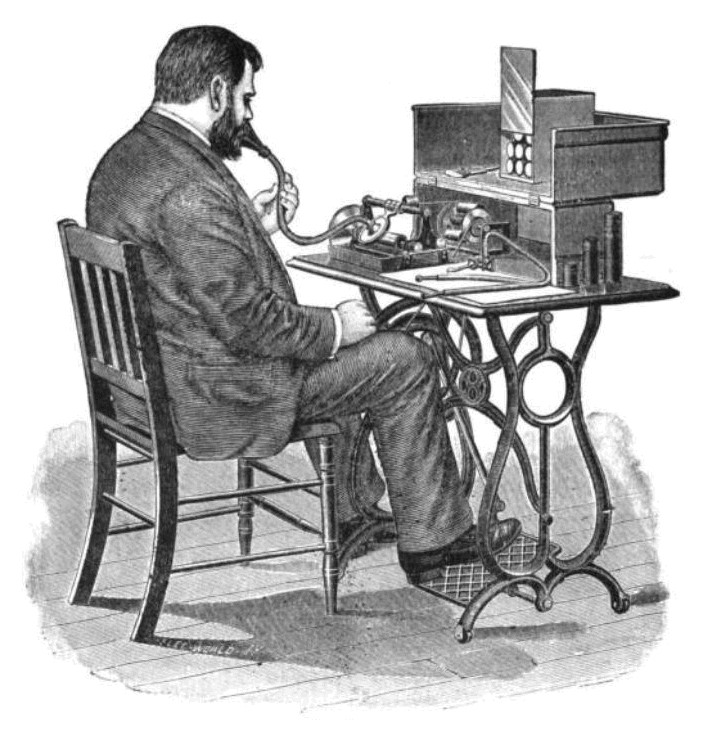
トレッドルで動作する蓄音機シリンダーへの録音

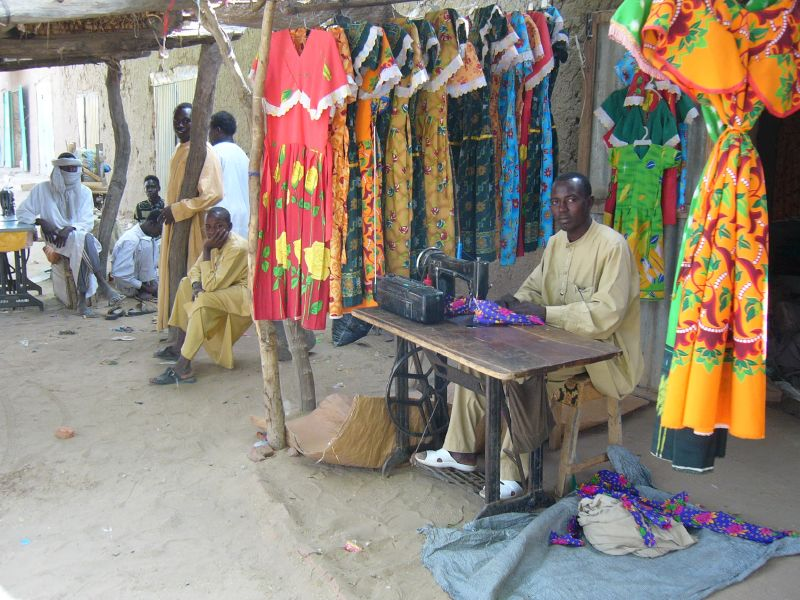
トレッドルで動作するミシン（チャドの仕立屋）

トレッドル（英語: treadle）は、自動車などの機械の一部で、足で操作し、機械に装備されている車輪を転がす力を与えるもの。トレッドルは電動ウォーターポンプでも使用される。

## 鉄道
鉄道では、トレッドルとは列車の通過を検出する装置のこと。軌道回路と似た働きをする。鉄道信号機を停止現示にするために使われることもある。